# Ташельхіт

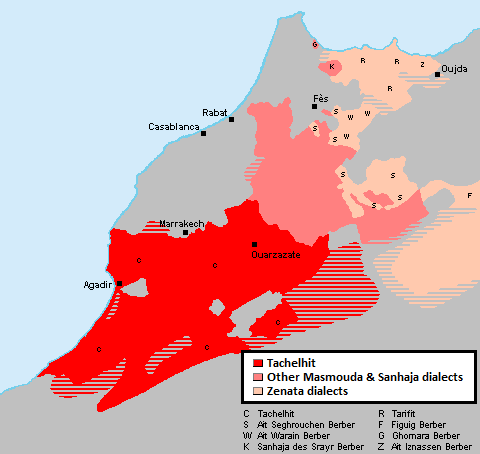
Поширення мови ташельхіт

Ташельхіт (араб. تشلحيت; самоназва — Taclḥit; тифінаг ⵜⴰⵛⵍⵃⵉⵜ) — мова народу шильх; належить до шильхських мов. За генеалогічною класифікацією відноситься до берберської підгрупи хамітської групи семіто-хамітських мов.
Поширення — Північна Африка, зокрема Марокко.
Носіями по всьому світові є приблизно 7 мільйонів осіб. Зазвичай ці люди багатомовні, що володіють одночасно арабською і французькою мовами.